# Neutrodiaptomus liaochengensis
Neutrodiaptomus liaochengensis is een eenoogkreeftjessoort uit de familie van de Diaptomidae. De wetenschappelijke naam van de soort is voor het eerst geldig gepubliceerd in 1992 door Chen et al..